# Amitermes meridionalis
Espèce
Amitermes meridionalis, plus communément appelée termite magnétique ou termite boussole, est une espèce d'insectes sociaux de la famille des Termitidae. L'espèce est endémique du nord de l'Australie. Les noms vernaculaires de ce termite proviennent de la forme de leur termitière, systématiquement construite selon un axe nord-sud.

## Description
Les termitières construites par Amitermes meridionalis peuvent abriter jusqu'à un million d'individus. Chacun de ces nids accueille une reine, un roi, des reproductrices, des soldats et des ouvriers. La face externe de la termitière est dure tandis que le cloisonnement intérieur de la termitière a davantage l'aspect du papier. Les soldats font entre 4 et 6 mm de long et leurs mandibules recourbées portent une unique dent, tournée vers l'intérieur. Nombre des termites ne quittent jamais la termitière, ce qui fait que, dans ce milieu très protecteur, les insectes ont une fine cuticule, un corps incolore, une vue peu développée.

## Répartition géographique et habitat
Amitermes meridionalis provient de la zone septentrionale du Territoire du Nord en Australie, près de Darwin. On trouve leurs termitières caractéristiques parmi les pelouses du Top End, lesquelles se trouvent inondées lors de la saison des pluies. Les termitières sont généralement largement espacées, mais peuvent aussi être regroupées, donnant une impression de champ de pierres tombales dans un cimetière.

## Comportement
Les termitières construites par ces termites peuvent atteindre 4 m de haut, 2,5 m de large et 1 m d'épaisseur. Les colonies utilisent le géomagnétisme pour construire leurs termitières constituées de vastes monticules normalement aplatis sur les côtés orientés à l'est et à l'ouest et rétrécis au sommet pour former une crête. Cette orientation magnétique permet d'exposer la plus grande partie de la termitière au soleil levant et au couchant, tandis que le nid offre moins de surface au soleil à la mi-journée, évitant sa surchauffe. La termitière assure une thermorégulation assez efficace : la température intérieure du nid demeure relativement stable et son humidité élevée. En été, lorsque la pelouse s'inonde, les termites restent sains et saufs dans leur termitière, se nourrissant de leur stock de nourriture. Pendant la saison sèche, lorsque l'eau s'évapore, les herbes alentour sèchent et les termites partent ramasser les herbes et autres végétaux qu'ils stockeront, comme du foin, dans la termitière. De par son mode de vie, Amitermes meridionalis ne représente que peu d'intérêt en termes économiques.